# خوتین
شهر خوتین (به روسی: Хотин) در استان چرنیوتسی در کشور اوکراین واقع شده‌است. جمعیت این شهر ۹,۰۷۵ نفر (۲۰۲۱ تخمینی) است.